# Yannick Nézet-Séguin
Yannick Nézet-Séguin (Montréal, 6 marzo 1975) è un direttore d'orchestra canadese.

## Biografia
Nato a Montréal, in Canada, dopo gli studi di pianoforte al Conservatorio cittadino e di direzione di coro al Conservatorio di Princeton, dal 1998 lavora all'Opéra de Montréal come maestro del coro e direttore sostituto.
Nel 2000 diventa direttore musicale dell'Orchestre Métropolitain di Montréal e nel 2003 dirige anche la Victoria Symphony di Victoria.
Nel 2005 dirige l'Orchestra filarmonica di Rotterdam di cui dal 2008 diventa il direttore principale. Nel dicembre 2008 dirige la Philadelphia Orchestra di cui dal 2012 diventa direttore musicale. Sempre dal 2008 dirige anche la London Philharmonic Orchestra.
Nel Settembre 2018 assume la carica di Musical Director del Metropolitan Opera di New York, succedendo allo storico direttore James Levine.
Vive tra Montréal e Filadelfia con il compagno Pierre Trouville, violinista dell'Orchestre Métropolitain di Montréal.

## Discografia
- Beethoven & Korngold: Violin Concertos - Renaud Capuçon/Rotterdam Philharmonic Orchestra/Yannick Nézet-Séguin, 2009 Erato/Warner
- Berlioz: Symphonie fantastique/Cleopatre - Yannick Nézet-Séguin/Rotterdam Philharmonic Orchestra/Anna Caterina Antonacci, 2011 BIS
- Bizet, Carmen - Nézet-Seguin/Garanca/Alagna, 2010 Deutsche Grammophon
- Ciaikovsky, Sinf. n. 6/Romanze op. 6 e op. 73 - Nézet-Seguin/Batiashvili, 2012 Decca
- Mozart, Così fan tutte (Live, Baden-Baden Festspielhaus, 2012) - Nézet-Seguin/Villazón/Erdmann, 2013 Deutsche Grammophon
- Mozart, Don Giovanni - Nézet-Seguin/D'Arcangelo, 2012 Deutsche Grammophon
- Mozart, Nozze di Figaro - Nézet-Séguin/Pisaroni/Karg/Hampson/Otter, 2015 Deutsche Grammophon
- Mozart, Ratto dal serraglio (Live, Baden-Baden, 2014) - Nézet-Seguin/Villazón/Damrau, 2015 Deutsche Grammophon
- Rachmaninov Trifonov, Variazioni su un tema di Chopin e su un tema di Corelli/Raps. Paganini/Rachmaniana - Trifonov/Nézet-Séguin/PHDO, 2015 Deutsche Grammophon
- Ravel: La Valse, Mother Goose & Daphnis Et Chloé Suite No. 2 - Yannick Nézet-Séguin, 2009 EMI/Warner
- Rodrigo De Falla, Aranjuez/Fantasia para un gentilhombre/Tombeau de Debussy/Danza del Molinero - Karadaglic/Nézet-Séguin/LPO, 2013 Deutsche Grammophon
- Schumann, Sinf. n. 1-4 (Live, Parigi, Cité de la Musique, 2012) - Nézet-Seguin/Camber Orchestra of Europe, 2012 Deutsche Grammophon
- Stravinsky Stokowski, Sagra della primavera/Trascrizioni da Bach e Stravinsky - Nézet-Seguin/Philadelphia Orch., 2013 Deutsche Grammophon
- Ottensamer, Portraits. The clarinet album - Nézet-Seguin/Rotterdam PO, 2012 Deutsche Grammophon
- Hervieux: Tenor Arias - Marc Hervieux/Metropolitan Orchestra/Yannick Nézet-Séguin, 2010 ATMA Classique

## DVD & BLU-RAY
- Bizet, Carmen - Nézet-Seguin/Garanca/Alagna, 2010 Deutsche Grammophon
- Dvorak, Rusalka - Nézet-Séguin/Fleming/Beczala, 2015 Decca
- Gounod, Faust - Nézet-Seguin/Kaufmann/MET, 2011 Decca
- Gounod, Romeo e Giulietta - Villazón/NézetSéguin/Machaidze, 2008 Deutsche Grammophon